# Regulariteit (Martinisme)
De term regulariteit wordt in het martinisme iets anders gebruikt dan in de vrijmetselarij. In de vrijmetselarij wordt met regulariteit bedoeld dat een loge afstamt van de oorspronkelijke United Grand Lodge of England.
In het martinisme wordt regulariteit als volgt omschreven:

## Voor een persoon
Een martinist is regulier als zijn initiatie op behoorlijke wijze werd gegeven door iemand die zelf regulier inwijder is en onder meer dus een filiatie kan aantonen tot Louis-Claude de Saint-Martin. Het kan dus zowel gaan om een onafhankelijk inwijder (Initiateur Libre) als om een tot een obediëntie geaffilieerde inwijder. Met regulier inwijder wordt bedoeld dat hij of zij op rechtmatige wijze de graad van inwijder heeft verkregen (S:::I:::I:::). In sommige obediënties wordt een alternatieve benaming gehanteerd, zoals SI4.

## Voor een loge
Een martinistenloge wordt als regulier beschouwd indien ze een logecharter kan voorleggen, uitgereikt door een reguliere martinistenobediëntie.

## Voor een obediëntie
Een martinistische obediëntie mag zich regulier noemen, als ze werd opgericht door broeders en/of zusters, waarvan minstens één een regulier verkregen graad heeft van S:::I:::I::: (Supérieur/Serviteur Inconnu Initiateur), (Onbekende Overste/Dienaar Inwijder).